# Якоб Кетлер
Якоб Кетлер (на немски: Jakob Kettler von Kurland; * 28 октомври 1610 в Голдинген (Кулдига) в Латвия; † 1 януари 1682 в Митау (Йелгава) в Латвия) от династията Кетлер е от 1642 до 1682 г. германско-балтийски херцог на Курландия в Латвия. 
Той е внук на последния майстор на Тевтонския орден Готхард Кетлер. Той е единственият син на херцог Вилхелм Кетлер (1574 – 1640) и съпругата му София от Прусия (1582 – 1610), дъщеря на херцог Албрехт Фридрих от Прусия и Мария Елеонора фон Юлих-Клеве-Берг, дъщеря на херцог Вилхелм Богатия от Юлих-Клеве-Берг и Мария фон Хабсбург, дъщеря на император Фердинанд I.
Майка му умира през 1610 г. Тя е сестра на Елеонора от Прусия, съпругата на курфюрст Йоахим Фридрих Бранденбург.
През 1615 г. баща му, след несполучлив държавен заговор, е изгонен от Курландия и загубва херцогската си титла. Той взема Якоб със себе си в изгнанието и го оставя за възпитаване до 1621 г. в Берлинския двор. На 13 години той е записан да следва в университета на Лайпциг и там е номиниран за почетен ректор.
През 1638 г. той се връща и поема от чичо си херцог Фридрих фон Кетлер (1569 – 1642) част от управлението и след неговата смърт през 1642 г. управлението на малката страна.

## Фамилия
Якоб Кетлер се жени на 9 октомври 1645 г. в Кьонигсберг за принцеса Луиза Шарлота фон Бранденбург (13 септември 1617 – 29 август 1676), дъщеря на курфюрст Георг Вилхелм фон Бранденбург.
Якоб Кетлер и Луиза Шарлота имат децата:
- Ладислаус Фридрих († млад)
- Луиза Елизабет (1646 – 1690)

∞ 1670 ландграф Фридрих II фон Хесен-Хомбург (1633 – 1708)
- Христина († млада)
- Фридрих Казимир (II) (1650 – 1698), херцог на Курланд

∞ 1. 1675 графиня София Амалия фон Насау-Зиген (1650 – 1688)
∞ 2. 1691 принцеса Елизабет София фон Бранденбург (1674 – 1748)
- Шарлота Мария (1651 – 1728), абатеса на Херфорд
- Амалия (1653 – 1711)

∞ 1673 ландграф Карл фон Хесен-Касел (1654 – 1730)
- Карл Якоб (1654 – 1677)
- Фердинанд (1655 – 1737), херцог на Курланд

∞ 1730 принцеса Йохана Магдалена фон Саксония-Вайсенфелс (1708 – 1760)
- Александер (1658 – 1686), не се жени